# Ескимско-алеутски језици
Ескимско-алеутски језици су језичка породица заступљена на делу Арктика који се простире од Чукотке, преко Аљаске и северне Канаде, до Гренланда. Ова породица је подељена на две групе, алеутску (чини је један језик који се говори на западу Аљаске (полуострво Аљаска и Алеутска острва) и ескимску. Даље се ескимска породица дели на јупички огранак на Чукотки и западној Аљасци и инуитски огранак на северу Аљаске, на северу Канаде и на Гренланду. Суседни дијалекти инуитског су прилично слични, међутим они дијалекти који су на различитим крајевима инуитског говорног подручја на Диомедовим острвима и на источном Гренланду се прилично разликују.. Сиренички језик такође спада у ескимску групу, али се лингвисти не слажу око његовог тачног положаја у оквиру ове групе; једни га сматрају делом јупичког огранка, а други га сматрају засебним огранком.
Према Центру за проучавање и документацију аљаских домородачких језика праескимскоалеутски језик се поделио на ескимски и алеутски језик пре око 4.000 година. Док се ескимски језик поделио на јупички и инуитски пре око 1.000 година.

## Карактеристике
Језици ове породице су полисинтетички, што значи да се речи састоје од великог броја морфема, а често садржај речи може одговарати садржају целе реченице у језицима који нису полисинтетички (нпр. гренландска реч „Sikursuarsiurpugut” одговара реченици „Пловимо кроз велики лед“ у српском језику).
Ове језике карактеришу једноставни гласовни системи (најчешће не више од 15 сугласника и три самогласника (a, i, u)).
И поред тога што деле неке особине са домородачким језицима Америке, ескимско-алеутски језици нису у генетском сродству са њима.

## Класификација
Ескимско-алеутски језици
Алеутски језик
Западни и средишњи дијалекти:
Аткански дијалекат
Бериншки дијалекат
Атуански дијалекат
Унангански дијалекат
Источни дијалекти:
Уналашки дијалекат
Прибиловски дијалекат
Белкофски дијалекат
Акутански дијалекат
Кашегски дијалекат
Николски дијалекат
Ескимски језици (или јупичко-инуитски језици)
Јупички језици
Централноаљаско јупички језик
Југтунски дијалекат
Чевачко чупички (или чугтунски) дијалекат
Нунивачко чупички (или чугтунски) дијалекат
Сугпијачки језик (или алутички језик)
Конијашки дијалекат
Чугачки дијалекат
Централносибирско јупички језик (или чаплински језик)
Чаплински дијалекат
Свето Лореншко јупички дијалекат
Наукански језик
Сиренички језик
Инуитски језици
Инупијачки језик (или инупијатски)
Севардско инупијачки дијалекат (или кавијарачки или северозападноаљаски инупијачки)
Северноаљаско инупијачки дијалекат (или инупијатунски) (укључује умармиутунски)
Инувијалуктун језик
Сиглитун дијалекат
Инуинактун дијалекат (или кангирјуармиутун)
Нацилингмиутут дијалекат
Инуктитут језик
Нунатсијавумиутут дијалекат
Нунавимиутитут дијалекат
Кикикталук нигијани дијалекат
Кикикталук уанангани дијалекат
Аивилимиутут дијалекат
Кивалирмиутут дијалекат
Гренландски језик
Калалилсут дијалекат
Тунумисут дијалекат (или тунумит орасијат)
Аванерсуак дијалекат (или инуктун)